# Ocularia insularis
Ocularia insularis là một loài bọ cánh cứng trong họ Cerambycidae.